# خوان أنطونيو مارتينيز
خوان أنطونيو مارتينيز هو مبارز بالسيف كوبي، ولد في 21 ديسمبر 1920.

## وصلات خارجية
- خوان أنطونيو مارتينيز على موقع أوليمبيديا (الإنجليزية)